# Déficit énergétique relatif dans le sport
 Mise en garde médicale
Le déficit énergétique relatif dans le sport (ou RED-S de l'anglais Relative energy deficiency in sport) est un syndrome causé par un trouble alimentaire ou un déficit d'apport énergétique alimentaire pour combler les besoins d'une pratique sportive intensive. Ce déficit entraîne de nombreux symptômes assez disparates mais ayant tous un lien avec un apport énergétique insuffisant.
La première référence à ce syndrome date de 1992 et liait troubles alimentaires, cycle menstruel et ostéoporose chez des athlètes féminines. Considéré au début comme exclusivement féminin (d'où le nom de triade de l’athlète féminine), ce n'est que plus tard, avec notamment la décision du Comité international olympique (CIO) en 2014 de renommer la maladie pour y intégrer clairement le déficit énergétique et de supprimer la référence aux femmes, que sa véritable nature est comprise.

## Histoire et causes
Les conséquences d'un déséquilibre énergétique chez les athlètes féminins sont connues depuis les années 1980. Celles-ci furent initialement décrites comme la « triade de l'athlète féminin ». Cette triade était définie par une combinaison de trouble alimentaire (tel l'anorexie), d'aménorhée et d'ostéoporose.
Les notions de disponibilité énergétique et de déficit relatif d'énergie font leur apparition vers 2007. Un déficit énergétique est défini par un débalancement entre l'apport énergétique alimentaire et la dépense énergétique nécessaire pour supporter l'homéostasie, les activités de la vie quotidienne, la croissance et les activités sportives. Ce débalancement est causé par un manque d'apport énergétique alimentaire, une plus grande dépense énergétique que ce que le corps peut fournir ou bien une combinaison des deux phénomènes.
Il devient à ce moment évident qu'un déficit énergétique relatif affecte plusieurs fonctions métaboliques tel le métabolisme de base, la fonction menstruelle, la santé osseuse, l'immunité, la synthèse des protéines et la santé mentale et cardiovasculaire. Il devient aussi évident que ce trouble peut affecter les hommes et c'est en 2014 qu'il sera renommé déficit énergétique relatif dans le sport. En 2018, le CIO met à jour ses constatations sur le RED-S, en incluant notamment des considérations sur les facteurs de risques des athlètes paralympiques (au sujet desquels il n’y avait pas de données exploitables en 2014).

## Sports concernés
Il existe plusieurs facteurs de risque dans le développement du RED-S. Le RED-S est plus présent chez les pratiquants de sports mettant en valeur une taille mince ou l'esthétique, comme la gymnastique, le plongeon, la natation synchronisée, la course d'endurance, ou le ballet, ou des sports à catégories de poids comme la lutte, le judo ou la boxe. En escalade, comme les pratiquants portent le poids de leur corps le plus souvent à la force des bras, une forme de légèreté peut être recherchée afin de rendre certains mouvements plus faciles, ce qui peut mener au développement du RED-S,. Les cyclistes sont aussi souvent atteints par ce syndrome,. 
Le RED-S est plus fréquent chez les sportifs de haut niveau que chez les sportifs récréatifs.